# Regió de Pemba Sud
Pemba South  és una de les trenta regions administratives en les quals està dividida la República Unida de Tanzània. Es troba dins de l'illa de Pemba. La seva principal població és la ciutat de Mkoani.

## Districtes
Aquesta regió es troba subdividida internament en dos districtes:
- Chakechake
- Mkoani

## Territori i població
La regió de Pemba South té una extensió de territori que abasta una superfície de 332 quilòmetres quadrats. A més aquesta regió administrativa té una població de 176.153 persones. La densitat poblacional és de 531 habitants per cada quilòmetre quadrat de la regió.